# Eunhyuk
Lee Hyuk-jae ((en hangul, 이혁재; en hanja, 李赫宰); Seúl, 4 de abril de 1986), más conocido como  Eunhyuk, es un cantante, rapero, compositor, presentador y actor surcoreano. Para evitar ser confundido con un actor surcoreano que también tiene por nombre Lee Hyukjae, adoptó el nombre artístico de Eunhyuk, el cual está compuesto de su nombre Hyuk y Eun, que significa plata. Es miembro de Super Junior, y además forma parte de su subunidad Super Junior-D&E. Para ambos grupos ha participado en la realización de las canciones, coreografías y en la dirección de presentaciones y conciertos de los Super Show.

## Biografía

### Primeros años y predebut
Eunhyuk nació como Lee Hyuk Jae en Neunggok, Seúl (Corea del Sur), el 4 de abril de 1986. Tiene una hermana mayor llamada Lee Sora. En el colegio fue miembro de un grupo de baile llamado SRD, por Song, Rap, Dance (Canto, Rap y Baile), junto a su amigo de infancia Kim Junsu.

En 1999, cuando cumplió los trece años, junto con Junsu adicionó para SM Entertainment, a través de "Starlight Casting System". Junsu, fue seleccionado y firmó un contrato con la empresa poco después, pero Eunhyuk no pasó la audición. Hizo la prueba de nuevo al año siguiente y finalmente fue seleccionado debido a sus habilidades para el rap y el baile.
Bajo SM Entertainment, Eunhyuk recibió un mayor entrenamiento en canto, baile, actuación y tuvo breves cursos del idioma chino mandarín.

En el 2002, Eunhyuk fue brevemente colocado en un proyecto de R&B con Junsu y su futuro compañero de grupo Sungmin. Un año después, el grupo junto a tres futuros miembros de TRAX (Jay Kim, No Minwoo, Kang Jungwoo) hicieron su primera aparición en un programa llamado "Heejun vs. Kangta, Battle of the Century: Pop vs. Rock", en el cual Heejun enseñó a Jay Kim, No Minwoo y Kang Jungwoo la forma adecuada de cantar rock, mientras que a Eunhyuk, Junsu y Sungmin se les enseñó otras técnicas de canto con Kangta.

En el 2003, el trío se disolvió cuando Junsu debutó como miembro de TVXQ.  Eunhyuk y Sungmin se unieron a diez estudiantes más y formaron el grupo Super Junior 05, la primera generación de Super Junior.

### 2005-2006: Debut con Super Junior
Eunhyuk debutó oficialmente como parte de un proyecto de grupo de 12 miembros llamado Super Junior 05 el 6 de noviembre de 2005 en el programa de música "Popular Songs" de la KBS, realizando su primer sencillo llamado "Twins (Knock Out)". El álbum debut SuperJunior05 (Twins) fue lanzado un mes después, el 5 de diciembre de 2005 y debutó en el puesto #3 del MIAK K-pop en su lista mensual de álbumes.
En marzo de 2006, SM Entertainment comenzó a reclutar nuevos miembros para la próxima generación de Super Junior. Sin embargo, los planes cambiaron cuando la compañía agregó en un decimotercer miembro, Kyuhyun, y la empresa declaró un alto en la formación de las futuras generaciones de Super Junior. El grupo abandonó el sufijo "05" y se convirtió oficialmente acreditado como Super Junior. El nuevo grupo tuvo un gran éxito después de que lanzó su primer sencillo físico "U" en el verano de 2006, que se convirtió en el sencillo más exitoso de Super Junior en las listas de música hasta el lanzamiento de "Sorry Sorry" en marzo de 2009.
Eunhyuk es también un letrista y ha escrito las partes de rap para la mayoría de canciones del primer álbum del grupo. Las partes de rap de la canción "Show Me Your Love" para el sencillo de invierno junto a TVXQ, fue escrito por él junto con Heechul y Shindong, la letra de "One Love" también la escribió y fue su primera presentación como solista en el primer Super Show. 

### 2006-2008: Primeras actividades externas al grupo y subunidades
En agosto de 2006, Eunhyuk junto con Leeteuk se convirtió en DJ para Super Junior's Kiss The Radio (también conocido como Sukira) y permaneció en el programa de radio hasta 2011, a partir del 4 de diciembre ded 2011 fueron reemplazados por Ryeowook y Sungmin. A finales de 2006 reemplazó a Kangin como MC del programa musical M! Countdown, el cual condujo con Leeteuk y Shindong hasta 2008. 
En febrero del 2007, Eunhyuk fue puesto en la subunidad Super Junior-T, una subunidad creada con el fin de explorar otros géneros, en este caso el trot, y lanzaron su primer sencillo titulado Rokkugo. En 2008 fue añadido a otra subunidad llamada Super Junior-H. 

### 2008-2009: Programas de variedades y éxito con Super Junior con Sorry, Sorry
A partir de 2009 Eunhyuk junto a Shindong y Leeteuk fueron invitados regulares del programa de SBS Stong Heart, donde tenían un segmento especial llamado "Boom Academy"; desde el 10 de abril de 2012, tras la salida de Shindong del programa, Eunhyuk y Leeteuk pasaron a formar parte de los 6 invitados fijos hasta su salida del programa en 2013. Él también es un invitado frecuente de Star King junto a algunos miembros de Super Junior. Asimismo, formó parte del elenco del programa Dream Team, un programa de competiciones atléticas, y apareció como invitado frecuente de Star King, así como invitado en programas como Intimate Note, Fantasy Couple, Miracle e Introduce the Star's Friend. 
Durante 2009 Super Junior se volvió un hit con el lanzamiento de su álbum Sorry, Sorry, el cual fue bien recibido crítica y comercialmente de manera internacional. Gracias a este éxito el grupo pudo tener su segunda gira de conciertos Super Show 2 y presentarse en eventos como la edición de 2009 del Asia Song Festival, Dream Concert, y otros eventos importantes en Japón, Singapur y Tailandia. A finales de 2009 el grupo ganó con Sorry, Sorry los premios máximos dentro de premiaciones surcoreanas. 

### 2010-2011: Super Junior-M, Super Junior-D&E, éxito de Mr. Simple con SJ y debut teatro musical
En 2010 Super Junior lanzó su 4.º álbum de estudio titulado Bonamana, el cual tuvo un éxito importante en Corea. Su siguiente lanzamiento, una canción titulada Boom, Boom cuya coreografía fue realizada por Eunhyuk y fue presentada en programas musicales como Inkigayo y Music Core. En 2010 Eunhyuk participó en el rap de una sencillo digital titulado Angel, parte de la banda sonora de un drama llamado Haru. El 5 de diciembre de 2010, Eunhyuk junto a Kyuhyun, Yesung, Shindong y Leeteuk fueron los presentadores del programa MBC llamado Super Junior Foresight, el programa llegó a su fin el 29 de marzo de 2011.   
En 2011, Super Junior lanzó su 5.º álbum de estudio, titulado Mr. Simple. El álbum fue promocionado con la participación de Eunhyuk en la producción y coreografía y rap de la canción Oops. El álbum vendió más de 500,000 copias y ganó el Disk Daesang Award en los 26th Golden Disk Awards y 21st Seoul Music Awards, así como el álbum del año en los 13th Mnet Asian Music Awards. Fue el segundo álbum más vendido del año 2011.  
En noviembre de 2011, Eunhyuk hizo su debut en el teatro musical con Fame, en donde interpretó a Tyrone Jackson al lado de su compañera de agencia, Tiffany de Girls Generation, Son Ho Young, Lina de The Grace y Kim Jung Mo de TRAX. La obra fue interpretada en el Woori Financial Art Hall del 25 de noviembre de 2011 al 29 de enero de 2012. El 30 de noviembre de 2011 se anunció que, tras cinco años, Eunhyuk y Leeteuk dejarían Super Junior's Kiss the Radio y serían reemplazados por sus compañeros de grupo, Sungmin y Ryeowook, el 4 de diciembre de 2011.  
El 16 de diciembre de 2011, Eunhyuk y Donghae lanzaron un sencillo digital llamado "Oppa, Oppa", canción que realizaron como dúo durante su gira de conciertos Super Show 4, esto marca el primer lanzamiento de sus colaboraciones. El sencillo también fue lanzado en japonés junto a un video musical el 4 de abril de 2012. Un día después del lanzamiento, la canción alcanzó el puesto 2 en los Oricon Daily Chart con 42, 114 copias vendidas, para posteriormente, quedar en el puesto número 2 en el Oricon Weekly Chart. El par tuvo una reunión con fanes llamada Premium Mini Live Event, en apoyo al sencillo el 11 de abril en Shibuya-AX, Tokio. Además de SJ-D&E en 2011 Eunhyuk se volvió un nuevo miembro de la sub-unidaad Super Junior-M junto con Sungmin.

### 2012-2013: Subunidades, programas de variedades y comeback con Super Junior con Sexy, Free and Single
En marzo del 2012, asumió el cargo de ser el presentador de los tres últimos programas en vivo del programa de canto Great Birth 2, también conocido como Star Audition de MBC. En octubre del 2012, SM Entertainment y Hyundai se asociaron para lanzar PYL Younique Album junto a Eunhyuk y otros artistas de la compañía como Henry de Super Junior-M, Hyoyeon de Girls' Generation, Taemin de SHINee, Kai de EXO-K y Luhan de EXO-M.  
SM Entertainment anuncia la formación de un grupo de baile conformado por Eunhyuk junto a Donghae, Minho y Taemin de SHINee, Yunho de TVXQ, y Kai y Lay de EXO, llamado SM The Performance, para la presentación de "Spectrum" en el SBS Gayo Daejun, ceremonia por fin de año del canal SBS. La canción "Spectrum" es un cover de la canción del mismo nombre de DJ y productor Zedd. El 30 de diciembre del 2012, SM Entertainment lanzó la canción como sencillo digital.
En junio de 2012, Eunhyuk participó en el comeback de Super Junior con su nuevo y sexto álbum de estudio, Sexy, Free & Single, el cual fue lanzado el 4 de julio de 2012. El álbum también fue un éxito importante dentro de la carrera del grupo, al vender más de 500,000 copias y ganar premiaciones coreanas de fin de año como álbum del año en los 14th Mnet Asian Music Awards y el Disc Daesang en los 27th Golden Disc Awards. Eunhyuk escribió la letra de Gulliver, una de las canciones de álbum. 
En enero de 2013, Eunhyuk participó en el comeback de Super Junior-M con su segundo álbum Break Down. El álbum se promocionó en China y se realizó una conferencia de prensa en Beijing el 7 de enero. Tras regresar a Corea, Eunhyuk participó en varios programas de variedades como Come To Play y Barefoot Friends de la cadena SBS En octubre del 2013, Eunhyuk junto a Taecyeon de 2PM y Kris de EXO fueron los conductores principales de los "2013 Asia Song Festival" organizado por la Asociación de la Industria de la Música Coreana (KMCIA) y realizado el 9 de octubre en el Olympic Arena.
En 2013 fue cuando Super Junior inició su quinto tour mundial titulado Super Show 5: World Tour en el que visitaron América Latina y Asia de marzo de 2013 a febrero de 2014 con 28 conciertos en total. En medio del tour munddial, Eunhyuk lanzó junto con Donghae I Wanna Dance en junio de 2013. La canción se posicionó en el N.º 3 de las charts Gaon y Oricon. A esta canción le siguió el sencillo Still You en diciembre. Eunhyuk y Donghae debutaron oficialmente como subunidad en Japón con su primer álbum de estudio Ride Me el 26 de febrero de 2014. La canción se volvió el tema principal de un programa japonés titulado 'Sukkiri' (爽快情報バラエティー スッキリ!!).

### 2014-2015: Comeback con Super Junior-M, primera gira de conciertos de Super Junior-D&E, comeback grupal con Mamacita
Eunhyuk participó en el comeback de Super Junior-M con un nuevo álbum titulado Swing. El miniálbum consistió en seis canciones que fueron lanzadas de manera digital en China y Taiwán, Swing ganó el primer lugar durante la 4.ª semana de marzo de 2014 en el programa chino Global Chinese Music El álbum también fue lanzado coreano en plataformas digitales como MelOn, Genie, Naver Music, entre otros, el 31 de marzo de 2014 y también se realizaron promociones en programas musicales coreanos. 
Por otra parte, Eunhyuk se embarcó en su primer tour con la subunidad Super Junior-D&E en Japón, empezando en la ciudad de Nagoya el 4 de marzo de 2014. Visitaron 8 ciudades incluyendo Osaka, Hiroshima, Fukuoka, Kobe, Niigata, Budokan y Tokio. Ellos cantaron un total de 22 canciones, donde incluyeron "I Wanna Dance", "Oppa Oppa", and "BAMBINA". La gira concluyó el 10 de mayo en Budokan, y atrajeron a una audiencia total de 100 000 personas. Poco después, el dúo lanzó su tercer sencillo japonés llamado Skeleton el 6 de agosto de 2014. En agosto de 2014 Eunhyuk también participó en un proyecto de coreografía titulado "Beat Burger Project x Eunhyuk", del cual existe un video-coreografía oficial.
En agosto de 2014, Eunhyuk participó en el comeback de Super Junior con su nuevo y séptimo álbum de estudio, titulado Mamacita, el cual salió a la venta el 29 de agosto digitalmente y en físico el 1 de septiembre. Para el álbum Eunhyuk participó en la realización de la coreografía de su segundo sencillo Shirt. El grupo realizó sus presentaciones oficiales de comeback en Music Bank con las canciones Shirt y Mamacita, así como otros programas como Show! Music Core, Inkigayo y M! Countdown. El 19 de septiembre el grupo inició su nuevo tour mundial de Super Show 6. 

### 2015-2016: Debut coreano de SJ-D&E, comeback por décimo aniversario de Super Junior y servicio militar
SJ-D&E lanzó su primer miniálbum coreano, The Beat Goes On, el 9 de marzo de 2015 y realizaron sus presentaciones de comeback el 6 de marzo de 2015, a través de Music Bank, donde interpretaron "Growing Pains" y "The Beat Goes On", y continuaron la promoción del álbum en otros programas musicales. El 24 de marzo, el dúo lanzó una edición especial de The Beat Goes On, donde incluyeron 7 canciones más: "Oppa, Oppa", "1+1=LOVE", "Still You", "Motorcycle", "Love That I Need", and "I Wanna Dance". El 20 de marzo de 2015,  la subunidad ganó su primer premio en Music Bank con el sencillo Growing Pains.
El 1 de abril de 2015, el dúo lanzó su primer miniálbum japonés, Present, que contiene un total de 8 canciones, teniendo como tema principal a "Saturday Night". El dúo se embarcó en su segunda gira japonesa llamada Super Junior D&E The 2nd Japan Tour - Present desde el 3 al 23 de abril, visitando 4 ciudades como Saitama, Osaka, Nagoya and Fukuoka.
Eunhyuk participó en el comeback especial por el décimo aniversario de Super Junior con los álbumes Devil y Magic, para los cuales contribuyó en la letra de la canción Alright. Junto con Donghae participó en la realización de Winter Love, canción que el dúo utilizó para despedirse de sus fanes antes de iniciar sus servicios militares de dos años. El 4 de octubre de 2015 Eunhyuk tuvo su última actividad pública en el Gangnam K-Pop Festival antes de empezar su servicio militar obligatorio el día 13 de octubre de 2015.

### 2017-2018: Salida del servicio militar, comeback grupal con Super Junior con Play y SJ-D&E
El 12 de julio de 2017 Eunhyuk terminó su servicio militar de dos años y de inmediato participó en las grabaciones de reality show de Super Junior, titulado SJ Returns. El programa documentó la salida del servicio militar de Eunhyuk y las actividades del grupo mientras preparaban su nuevo y séptimo álbum de estudio Play. El 6 de noviembre, tras dos años de inactividad por el servicio militar de al menos la mitad de sus miembros, Eunhyuk participó en las presentaciones oficiales de comeback con Black Suit y One More Chance, sencillos de Play. Además, también participó en la elaboración de muchas de las canciones del álbum, entre ellas el rap de One More Chance y la letra de Scene Stealer. Como parte de las promociones del álbum, Eunhyuk apareció como invitado en programas de variedades como Knowing Bros, Weekly Idol, Running Man y Hello Counselor.  
Por otra parte, Eunhyuk y Donghae anunciaron que lanzarían una canción japonesa cada mes empezando en noviembre de 2017 hasta completar un álbum de estudio que sería revelado en algún momento de 2018. Finalmente este álbum fue lanzado como Style en agosto de 2018. El álbum contiene todas las canciones mensuales que lanzaron, e incluyeron nuevas canciones como "Sunrise" y "Polygraph".Seguido a este lanzamiento, el dúo se embarcó en una gira japonesa llamada Super Junior D&E Japan Tour 2018 ~Style~ desde septiembre hasta noviembre de ese año.
En abril de 2018 Eunhyuk participó el nuevo comeback de Super Junior con el álbum Replay, en el cual participó en la elaboración del rap de la canción principal Lo Siento y también participó en el primer miniálbum de Super Junior, en el cual lanzaron sencillo titulado One More Time (Otra Vez) con la colaboración de Reik, una banda de origen mexicano.  
En agosto SJ-D&E hizo comeback en Corea del Sur, tras casi tres años hiatus, lanzando su segundo miniálbum coreano Bout You. Realizó presentaciones de comeback en programas musicales y promocionó el álbum apareciendo como invitado en programas de variedad como Amazing Saturday, Idol Master, Cheongdam Kitchen, entre otros. Asimismo, Eunhyuk formó parte del elenco principal de varios programas de variedades como Why Not? The Dancer y Borrow Trouble (Season 2) y participó en el programa de variedades de Super Junior, Super TV.  
Eunhyuk también participó en el programa Under Nineteen, un programa de supervivencia en el que participan jóvenes que aspiran a ser idols y debutar como un grupo al final del programa. Él fue mentor de los participó y se encargó de supervisar las presentaciones/performances. Respecto a su participación en el programa los productores mencionaron que "Super Junior no solo ha dejado su marca en la historia del K-Pop, pero [Eunhyuk] también es un gran ícono de un idol de performance. Los productores seleccionaron al bailarín principal de Super Junior como director, ya que las presentaciones es un aspecto muy importante en un idol".

### 2019-presente: Dirección de conciertos, comeback con SJ, SJ-D&E y SS8
En 2017 Eunhyuk junto con Shindong se encargaron de la dirección de los conciertos del tour Super Show 7, Eunhyuk retomó la dirección de conciertos en la sub-gira Super Show 7S y también se encargó de la dirección de la gira asiática The D&E que realizó con Super Junior-D&E. Asimismo, durante agosto de 2019 Eunhyuk dirigió por primera vez el concierto de otro artista y se convirtió en el primer idol coreano en dirigir el concierto un artista extranjero, cuando participó como director del concierto por el sexto aniversario del grupo idol chino TFBoys en Shenzhen, China. Eunhyuk también se encargará de la dirección de la nueva gira Super Show 8.  
El 14 de abril salió a la venta el álbum digital coreano de SJ-D&E Danger con el cual ganaron el primer lugar semanal del programa musical "The Show" con la canción Danger el 23 de abril. Eunhyuk tuvo su primer concierto en solitario en Corea desde el debut de SJ-D&E en 2011, los días 13 y 14 de abril, contando con aproximadamente 7,000 asistentes. A partir de mayo se añadieron más fechas en Malasia, Tailandia, Taiwán y Japón como parte de un nuevo tour asiático "The D&E" para promocionar Danger.  
El día 13 de julio la subunidad se presentó en el Jeddah Season Festival, un importante evento musical en Arabia Saudita, compartiendo escenario con otra subunidad del grupo principal, SJ-KRY, entre otros artistas. De esta manera, el dúo se convirtió en uno de los primeros grupos de K-POP en presentarse en este país.
Actualmente Eunhyuk se encuentra participando en el reality show de SJ Returns 3 y en las promociones de comeback de Super Junior con su nuevo y 9.º álbum grupal Time Slip, del cual escribió el rap de I Think I.

## Vida personal
El 19 de abril de 2007, casi dos meses después de que Super Junior-T lanzara su primer sencillo "Rokkugo", Eunhyuk se vio involucrado en un accidente de auto, junto a Shindong, Leeteuk, Kyuhyun y dos de sus mánager, cuando regresaban de grabar el programa de radio Super Junior Kiss the Radio. Shindong y Eunhyuk sufrieron heridas leves mientras que Leeteuk y Kyuhyun sufrieron lesiones más graves que requirieron hospitalización. 
El 2 de septiembre de 2015, SM Entertainment anunció que Eunhyuk se enlistaría como soldado activo en su servicio militar el 13 de octubre de 2015. Eunhyuk finalizó su servicio el 12 de julio de 2017.

## Discografía
Más información: Discografía de Super Junior

## Letras y Composiciones
| Año  | Canción                 | Álbum      | Artista                                      | Nota  |
| ---- | ----------------------- | ---------- | -------------------------------------------- | ----- |
| 2005 | "Show Me Your Love"     |            | TVXQ y Super Junior                          |       |
| 2007 | I am                    |            | Super Junior                                 |       |
| 2008 | One Love                |            | Super Junior                                 |       |
| 2010 | A Short Journey         |            | Super Junior                                 |       |
| 2011 | Oops!                   |            | Super Junior                                 |       |
| 2012 | Gulliver                |            | Super Junior                                 |       |
| 2015 | Winter Love             | Sencillo   | Super Junior                                 |       |
| 2017 | Charm of Life           | SM Station | Heechul, Shindong, Eunhyuk y Solar (Mamamoo) |       |
| 2017 | One More Chance         | Play       | Super Junior                                 | Rap   |
| 2017 | Scene Stealer           | Play       | Super Junior                                 | Letra |
| 2017 | Girlfriend              | Play       | Super Junior                                 |       |
| 2017 | Good Day for a Good Day | Play       | Super Junior                                 |       |
| 2017 | Spin Up!                | Play       | Super Junior                                 |       |
| 2018 | Lo Siento               | Replay     | Super Junior                                 | Rap   |
| 2018 | Super Duper             | Replay     | Super Junior                                 | Letra |
| 2018 | Hug                     | Replay     | Super Junior                                 | Letra |
| 2018 | Hot Babe                | Style      | Super Junior-D&E                             |       |
| 2019 | I Think I               | Time Slip  | Super Junior                                 | Rap   |

## Filmografía
Más información : Filmografía de Super Junior

### Programas de variedades, dramas y películas
| Año                                               | Nombre                                     | Notas                                                     |  |
| Invitado en programas de variedades               | Invitado en programas de variedades        | Invitado en programas de variedades                       |  |
| ------------------------------------------------- | ------------------------------------------ | --------------------------------------------------------- |  |
| 2009-2011                                         | Let's Go Dream Team Season 2               | Episodios 1-2, 5-9, 16-17, 20, 23-26, 33, 36, 40, 87, 98, |  |
| 2012-2015                                         | Running Man                                | Episodios 104 y 266                                       |  |
| 2014                                              | Human Condition                            | Invitado junto con Ryeowook. Episodios 86-88              |  |
| 2017                                              | Master Key                                 | Episodios: 2, 3 y 6                                       |  |
| 2017                                              | Wednesday Food Talk                        | Ep. 18 de oct                                             |  |
| 2017                                              | Radio Star                                 | Episodio 537. MC Especial.                                |  |
| 2017                                              | Running Man                                | Invitado junto con Super Junior. Episodio 376.            |  |
| 2017                                              | Life Bar                                   | Invitado junto con Shindong y Donghae. Episodio 44        |  |
| 2017                                              | Knowing Bros                               | Invitado junto con Super Junior. Episodio 100.            |  |
| 2018                                              | Hello Counselor                            | Invitado junto con Super Junior. Episodio 349.            |  |
| 2018                                              | Let's Eat Dinner Together                  | Invitado junto con Donghae. Episodio 79                   |  |
| 2018                                              | Weekly Idol                                | Invitado junto con Donghae. Episodio 368.                 |  |
| 2018                                              | Yoo Hee Yeol Sketchbook                    | Invitado junto con Donghae. Ep. 25 ago.                   |  |
| 2018                                              | Idol Master                                | Invitado junto con Donghae. Ep. 7 sep.                    |  |
| 2018                                              | Amazing Saturday                           | Invitado junto con Donghae. Ep. 8 sep.                    |  |
| 2018                                              | Cheongdam Keytchen                         | Invitado junto con Donghae. Ep. 1                         |  |
| 2019                                              | Today's Fortune                            | MC Especial                                               |  |
| 2019                                              | Knowing Brothers                           | Invitado con Super Junior. Episodio 200.                  |  |
| 2019                                              | Idol Room                                  | Invitado con Super Junior. Episodio 72.                   |  |
| 2019                                              | After Mom Falls Asleep                     | Invitado con Super Junior.                                |  |
| 2019                                              | My Ugly Duckling                           | Invitado con Super Junior. Episodio 160.                  |  |
| 2019                                              | 5 Bros (괴팍한5형제)                       | Invitado. Episodio 2                                      |  |
| 2019                                              | Hidden Track                               | Invitado con Super Junior. Episodio 3.                    |  |
| 2021                                              | Knowing Bros                               | Invitado junto con Super Junior D&E. Episodio 300.        |  |
| Conducción/Elenco fijo en Programas de Variedades |                                            |                                                           |  |
| 2006 - 2008                                       | Mnet M! Countdown                          |                                                           |  |
| 2006 - 2008                                       | Unbelievable Outing                        |                                                           |  |
| 2008                                              | Idol Show                                  |                                                           |  |
| 2009                                              | Miracle                                    |                                                           |  |
| 2009                                              | Lord of the Ring                           |                                                           |  |
| 2009 - 2010                                       | Star King                                  |                                                           |  |
| 2009 - 2012                                       | Strong Heart                               |                                                           |  |
| 2010 - 2011                                       | Super Junior Foresight                     |                                                           |  |
| 2012                                              | Great Birth 2                              |                                                           |  |
| 2012                                              | Come to Play                               |                                                           |  |
| 2013                                              | Barefooted Friends                         |                                                           |  |
| 2015                                              | Animals                                    |                                                           |  |
| 2015                                              | Bachelor Party                             |                                                           |  |
| 2018                                              | Why Not? The Dancer                        |                                                           |  |
| 2018                                              | Borrow Trouble Season 2                    |                                                           |  |
| 2018-2019                                         | Under Nineteen                             |                                                           |  |
| 2020                                              | Weekly Idol                                | presentador invitado                                      |  |
| Películas                                         |                                            |                                                           |  |
| 2007                                              | Attack on the Pin-Up Boys                  | Participan miembros de Super Junior.                      |  |
| 2012                                              | I AM.                                      | Documental sobre artistas de SM.                          |  |
| 2012                                              | SMTOWN Live in Tokyo Special Edition in 3D | Participan los artistas de SM.                            |  |
| 2013                                              | Super Show 4 3D                            |                                                           |  |
| 2015                                              | SM Town The Stage                          | Participan los artistas de SM.                            |  |
| Dramas                                            |                                            |                                                           |  |
| 2005                                              | Nonstop 6                                  |                                                           |  |
| 2006                                              | Rainbow Romance                            | Cameo en episodio 21.                                     |  |
| 2011                                              | Dream High                                 | Cameo en episodio 13.                                     |  |

### Misceláneos
| Año                | Título                      | Notas                               |
| Videos musicales   | Videos musicales            | Videos musicales                    |
| ------------------ | --------------------------- | ----------------------------------- |
| 2009               | S.E.O.U.L                   | Super Junior y Girls' Generation    |
| 2012               | Please Don't Say            | FIX                                 |
| 2012               | Maxstep                     | Younique Unit                       |
| 2017               | Charm of Life               | Solar (Mamamoo), Heechul y Shindong |
| Programas de radio |                             |                                     |
| 2006-2011          | Super Junior Kiss the Radio | DJ con Leeteuk                      |
| Teatro musical     |                             |                                     |
| 2011-2012          | Fame                        | Papel: Tyrone Jackson               |

## Premios y nominaciones
Más información : Premios y nominaciones de Super Junior
| Año  | Premio                      | Categoría                  | Trabajo                 | Resultado |
| ---- | --------------------------- | -------------------------- | ----------------------- | --------- |
| 2009 | Entertainment Awards de SBS | Best Newcomer              | Strong Heart, Star King | Ganó      |
| 2012 | Golden Ticket Awards        | Musical Up and Comer Award | Fame                    | Nominado  |